# Albert Boudarel
Pour les articles homonymes, voir Boudarel.
Albert Vidal Alexandre Boudarel, né à Paris le 19 septembre 1888 où il est mort le 9 septembre 1969, est un sculpteur français.

## Biographie
Élève de Paul-Louis Loiseau-Rousseau et de Fernand Terrier, sculpteur principalement animalier, préparateur au Muséum national d'histoire naturelle, il expose dès 1908 au Salon des artistes français, obtient une mention honorable en 1910, une médaille de bronze en 1914 puis une médaille d'argent en 1929 ainsi qu'en 1920 le Prix Palais de Longchamp.